# Anticon.
anticon. est un ancien label indépendant américain de hip-hop, situé à Los Angeles, en Californie. Il est fondé en 1998 par sept musiciens et le manager Baillie Parker. Il était dirigé par six musiciens, le cofondateur Baillie Parker, et le manager Shaun Koplow. Les premiers artistes d'anticon. étaient cités sous le nom du collectif d'anticon. Le label disparaît en 2018 à la suite de la mort d'un de ses fondateurs, Alias. 

## Histoire
Les membres du label sont décrits comme « l'équivalent hip-hop du post-rock » et catégorisés de « hip-hop d'avant-garde ». Les chansons sont composées par ses membres et affiliés. Le label se spécialisera également dans le rock indépendant et l'electronica. Les membres d'anticon. sont originaires des États-Unis, du Canada et du Royaume-Uni. Les membres sont connus pour jouer en solo et en groupe. Ils sont connus pour leurs fréquentes collaborations dans et en dehors du collectif. Cependant, le collectif d'anticon. a évolué en tant que groupe de musiciens séparés qui, malgré leur passion pour la musique indépendante, explorent différents styles musicaux comme l'electronica et le rock.
anticon. a également organisé des expositions d'art dans le style art visuel de ses artistes,.
Le 9 février 2010, le cofondateur Sole (Tim Holland) quitte anticon. expliquant vouloir saisir de nouvelles opportunités. Il quitte le label à cause de divergences idéologiques, mais reste en bons termes avec anticon,.
Le 30 mars 2018, Alias, un des membres fondateurs du label, décède d'une crise cardiaque à l'âge de 41 ans. En novembre 2018, le label a sorti un album posthume d'Alias, finalisé avec son partenaire Doseone avant sa mort. Sole confirme en juillet 2021 que le label a fermé peu de temps après la disparition d'Alias.

## Membres
anticon. est composé à l'origine des huit artistes et groupes suivants :
- Alias (Brendan Whitney)
- Doseone (Adam Drucker)
- Jel (Jeff Logan)
- Odd Nosdam (David Madson)
- Passage (David Bryant)
- Pedestrian (James Brandon Best)
- Sole (Tim Holland)
- Why? (Yoni Wolf, Matt Meldon, Josiah Wolf, et Doug McDiarmid)

D'autres artistes se sont produits sous le label comme Buck 65, Sage Francis, 13 and God, Eyedea, Telephone Jim Jesus ou encore Dosh, Themselves, Baths, Son Lux (Ryan Lott).